# Kreis Filehne

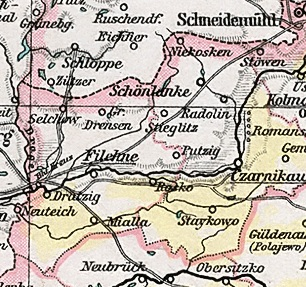
Der Kreis Filehne von 1887 bis 1920

Der Kreis Filehne war von 1887 bis 1920 ein preußischer Landkreis im Regierungsbezirk Bromberg der Provinz Posen. Das Kreisgebiet lag beiderseits der unteren Netze und gehört heute zur polnischen Woiwodschaft Großpolen.

## Verwaltungsgeschichte

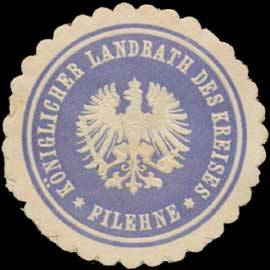
Siegelmarke „Königlicher Landrath des Kreises Filehne“

Am 1. Oktober 1887 wurde im Rahmen einer größeren Kreisreform in der Provinz Posen aus dem Westteil des Kreises Czarnikau der neue Kreis Filehne gebildet. Das Landratsamt des neuen Kreises war in Filehne.
Als Folge des Versailler Vertrags wurde der Kreis am 10. Januar 1920 aufgelöst und geteilt. Das Gebiet südlich der Netze kam als Powiat Wieleń zu Polen. Das Gebiet nördlich der Netze verblieb im Deutschen Reich und wurde Teil des Netzekreises in der Provinz Grenzmark Posen-Westpreußen.

## Einwohnerentwicklung
| Jahr | Einwohner | Quelle |
| ---- | --------- | ------ |
| 1890 | 32.519    | [ 1 ]  |
| 1900 | 32.322    | [ 1 ]  |
| 1910 | 33.653    | [ 1 ]  |

## Politik

### Landräte
1887–189900Johann Kaspar von Boddien
1899–190200Walter Buresch (1860–1928)
1902–191500Wolfgang von Kries (1868–1945)
19150000000Georg Rauschning (1876–1956) (vertretungsweise)
19150000000Riebel (vertretungsweise)
[Mai 1915]00Hans von Bülow (vertretungsweise)
19190000000Udo de Roberti-Jessen

### Wahlen
Im Deutschen Reich gehörte der Kreis Filehne zusammen mit den Kreisen Czarnikau und Kolmar zum Reichstagswahlkreis Bromberg 1. Der Wahlkreis wurde während des Bestehens des Kreises Filehne von den folgenden Kandidaten gewonnen:
- 189000Axel von Colmar, Deutschkonservative Partei
- 189300Axel von Colmar, Deutschkonservative Partei
- 189800Albert Ernst, Freisinnige Vereinigung
- 190300Max Zindler, Deutschkonservative Partei
- 190700Max Zindler, Deutschkonservative Partei
- 191200Emil Ritter, Deutschkonservative Partei

## Städte und Gemeinden
Vor dem Ersten Weltkrieg umfasste der Kreis Filehne die folgenden Städte und Gemeinden:
- Altsorge P
- Ascherbude
- Biala P
- Bronitz P
- Dragefeld
- Dratzig P
- Ehrbardorf
- Eichberg
- Filehne, Stadt P
- Fissahn
- Follstein
- Glashütte
- Gornitz
- Groß Drensen
- Groß Kotten
- Groß Lubs
- Grünfier
- Gulcz P
- Hansfelde
- Ivenbusch
- Jägersburg
- Kaminchen P
- Kienwerder
- Klein Drensen
- Klein Lubs
- Kottenhammer
- Ludwigsdorf
- Lukatz-Kreutz
- Marianowo P
- Marienbusch
- Mariendorf
- Mensik P
- Miala P
- Minettenruh
- Mischke
- Neuhöfen
- Neusorge P
- Neuteich P
- Penskowo P
- Prossekel
- Putzig
- Rosko P
- Schneidemühlchen P
- Selchow
- Selchowhammer
- Wreschin P

Die mit  P gekennzeichneten Gemeinden kamen 1920 zu Polen. Alle anderen Gemeinden verblieben im Deutschen Reich und kamen zum Netzekreis.
Die Landgemeinde Prossekel wurde 1905 in Wiesental umbenannt. Zum Kreis gehörten außerdem zahlreiche Gutsbezirke.